# 浮田健誠
浮田 健誠（うきた けんせい、1997年6月22日 - ）は、千葉県鎌ケ谷市出身のプロサッカー選手。Jリーグ・AC長野パルセイロ所属。ポジションはフォワード（FW）。

## 来歴
ミナトSCを経て、柏レイソルU-18入り。高校2年生の時は、同学年のMF安西海斗やFW伊藤達哉、一学年上で翌年トップチーム昇格を果たしたDF中山雄太やFW大島康樹らと共に高円宮杯U-18サッカーリーグ2014 プレミアリーグEASTでの主力メンバーとして活躍した。高校3年の2015年4月にGK滝本晴彦、DF熊川翔と共にトップチームに2種登録される。2015年5月6日、柏が参戦したAFCチャンピオンズリーグ2015グループE第6節・ベカメックス・ビンズオン戦にメンバー入りし、85分に大島康樹との交代出場でトップチーム公式戦初出場（唯一の出場）を果たす。
卒業後はトップチームへの正式昇格が叶わず、順天堂大学に進学する。蹴球部（1学年上に名古新太郎）では、MF旗手怜央やDF村松航太と共にルーキーイヤーから出場機会を得て、関東大学リーグでは、主力FWとして、6得点を記録した。また、U-19全日本大学選抜メンバーにも選ばれる。
2019年11月12日、2020年からのレノファ山口FCへの加入内定が発表される。加入後の2020年7月15日の第5節・徳島戦で初先発を果たすと、第8節・甲府戦でプロ初ゴール。第11節・新潟戦と第12節・大宮戦で2試合連続ゴールを決めた。
2021年12月30日、SC相模原への完全移籍が発表された。2022年11月7日、SC相模原は契約期間の満了を発表。同年11月28日、カンセキスタジアムとちぎで行われたJリーグ合同トライアウトに出場した。
2023年、FC岐阜へ完全移籍加入。
2024年、AC長野パルセイロへ完全移籍加入。第2節の奈良戦で移籍後初ゴールを記録、第7節の沼津戦ではハットトリックを挙げるなど、第16節までに11得点を記録しチームの攻撃を牽引。後半は失速したものの最終的にチームトップの13得点を挙げた。

## 所属クラブ
- ミナトサッカークラブ U-12
- ミナトサッカークラブ U-15
- 2013年 - 2015年 柏レイソルU-18（柏日体高等学校[14]）
  - 2015年 柏レイソル（2種登録選手）
- 2016年 - 2019年 順天堂大学
- 2020年 - 2021年 レノファ山口FC
- 2022年 SC相模原
- 2023年 FC岐阜
- 2024年 - AC長野パルセイロ

## 個人成績
| 国内大会個人成績 | 国内大会個人成績 | 国内大会個人成績 | 国内大会個人成績 | 国内大会個人成績 | 国内大会個人成績 | 国内大会個人成績 | 国内大会個人成績 | 国内大会個人成績 | 国内大会個人成績 | 国内大会個人成績 | 国内大会個人成績 |
| 年度             | クラブ           | 背番号           | リーグ           | リーグ戦         | リーグ戦         | リーグ杯         | リーグ杯         | オープン杯       | オープン杯       | 期間通算         | 期間通算         |
| 年度             | クラブ           | 背番号           | リーグ           | 出場             | 得点             | 出場             | 得点             | 出場             | 得点             | 出場             | 得点             |
| 日本             | 日本             | 日本             | 日本             | リーグ戦         | リーグ戦         | リーグ杯         | リーグ杯         | 天皇杯           | 天皇杯           | 期間通算         | 期間通算         |
| ---------------- | ---------------- | ---------------- | ---------------- | ---------------- | ---------------- | ---------------- | ---------------- | ---------------- | ---------------- | ---------------- | ---------------- |
| 2020             | 山口             | 16               | J2               | 33               | 7                | -                | -                | -                | -                | 33               | 7                |
| 2021             | 山口             | 16               | J2               | 19               | 2                | -                | -                | 1                | 0                | 20               | 2                |
| 2022             | 相模原           | 9                | J3               | 27               | 1                | -                | -                | -                | -                | 27               | 1                |
| 2023             | 岐阜             | 15               | J3               | 22               | 0                | -                | -                | 2                | 0                | 24               | 0                |
| 2024             | 長野             | 18               | J3               | 37               | 13               | 1                | 0                | 2                | 0                | 40               | 13               |
| 2025             | 長野             | 18               | J3               |                  |                  |                  |                  |                  |                  |                  |                  |
| 通算             | 日本             | 日本             | J2               | 52               | 9                | -                | -                | 1                | 0                | 53               | 9                |
| 通算             | 日本             | 日本             | J3               | 89               | 14               | 1                | 0                | 4                | 0                | 94               | 14               |
| 総通算           | 総通算           | 総通算           | 総通算           | 141              | 23               | 1                | 0                | 4                | 0                | 146              | 23               |

その他の公式戦
| 国際大会個人成績 | 国際大会個人成績 | 国際大会個人成績 | 国際大会個人成績 | 国際大会個人成績 |
| 年度             | クラブ           | 背番号           | 出場             | 得点             |
| AFC              | AFC              | AFC              | ACL              | ACL              |
| ---------------- | ---------------- | ---------------- | ---------------- | ---------------- |
| 2015             | 柏               | 36               | 1                | 0                |
| 通算             | AFC              | AFC              | 1                | 0                |

- 2015年は2種登録選手として出場（国内公式戦は出場無し）
- Jリーグ初出場：2020年6月27日 J2第2節・ファジアーノ岡山戦（シティライトスタジアム）
- Jリーグ初ゴール：2020年8月2日 J2第9節・ヴァンフォーレ甲府戦（山梨中銀スタジアム）